# 初島 (大牟田市)
座標: 北緯33度03分11.7秒 東経130度24分16.1秒 / 北緯33.053250度 東経130.404472度

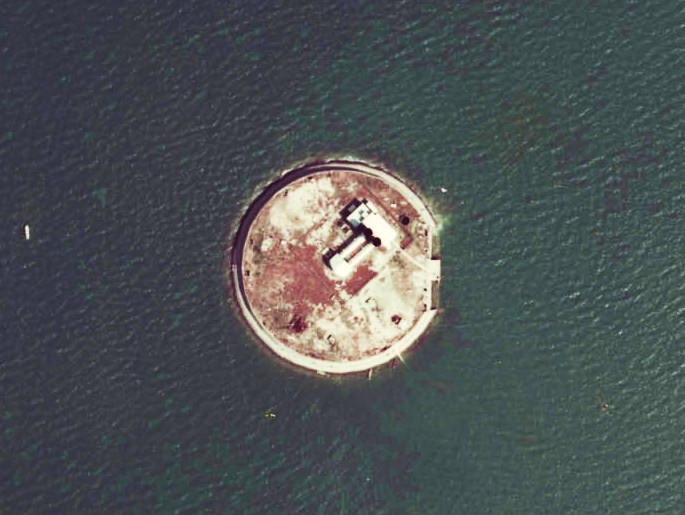
初島の空中写真。（1974年撮影）

初島（はつしま）は、福岡県大牟田市沖の有明海にある人工島である。

## 概要
大牟田市の沖合約2kmにあり、三井鉱山により造成された、直径約120m、面積約0.014k㎡の円形の島である。有明海海底に延びる三井三池炭鉱坑道の換気用に建設されたものである。同種のものとして、1970年に建設された三池島がある。

### 歴史
- 1949年　初島着工
- 1951年　初島完成
- 1953年　大牟田市に編入
- 1954年　初島立坑完成

### 工法
初島は水深4m、有明海底の軟弱な潟土を克服して築かれた。まず金網を敷いて捨石による基礎を造り、石垣を組み上げて構築するという、これまでに全く前例のない工事であった。築造当時は「昭和の国づくり」とまで言われた。